# Droga krajowa B276 (Niemcy)
Droga krajowa B276 (Bundesstraße 276) – niemiecka droga krajowa przechodząca przez kraje związkowe Hesja i Bawaria. Liczy 117 km i biegnie z Mücke do Lohr am Main.